# Gaston Pottier
Pour les articles homonymes, voir Pottier.
Gaston Pottier né le 14 mai 1885 dans le 10e arrondissement de Paris et mort le 21 août 1980 à Douarnenez, est un peintre douarneniste de renom. 

## Biographie
Son père possédait une société de fabrique de stéréoscopes en collaboration avec l'ébéniste Pascal Fruchier, tandis que son grand-père avait créé une fonderie à la Villette. Il avait acquis la qualification de « fondeur de l'empereur Napoléon III ». Gaston Pottier est attiré très tôt par le dessin et la peinture, son père décide alors de l'inscrire à l'académie Julian où il se consacre à sa passion. En ce début de XXe siècle, cette académie  est une institution en vogue, elle attire de nombreux artistes professionnels ou amateurs à la recherche d'un enseignement de qualité.
En 1905 ,âgé de 20 ans et comme de nombreux artistes à cette époque, Gaston Pottier fait un voyage en Bretagne et arrive à Douarnenez ; Il y rencontre alors Marie Le Gall, une jeune Douarneniste qu'il épouse à l'église Saint-Herlé de Ploaré en 1908. Tombé sous le charme de la ville, des ports et particulièrement des Plomarc'h, il ne quittera que très rarement sa ville d'adoption.
À Douarnenez il sillonne les environs à bicyclette : des Plomarc'h à la pointe du Raz en passant par la côte de Beuzec. Il peint l'arrivée des marins au port. Il se lie d'amitié avec des artistes comme Louis-Marie Désiré-Lucas avec lequel il profite des leçons et conseils, et Pierre Abadie Landel, ancien membre du mouvement des seiz Breur qui fréquente Douarnenez tous les étés. Il travaille essentiellement d'après croquis: il étudie sur le vif puis termine son œuvre dans le calme de son atelier.
En 1937 les propriétaires de l'hôtel de France le sollicitent pour la réalisation d'une douzaine de grands tableaux représentant le port de Douarnenez, depuis la Cale Noire jusqu'aux Plomarc'h. À la suite de cette réalisation, Roberto Villard, à la demande de Daniel Le Flanchec, maire de Douarnenez, propose à Gaston Pottier de participer au décor de la salle des Fêtes. Gaston réalise ainsi deux tableaux intitulés : Le Guet et l'anse du Port Rhu et Le port de commerce et le grand port, ils complètent les œuvres de Lionel Floc'h, Abel et Roberto Villard, Maurice Le Scouëzec et Jim Sévellec,.
Homme passionné par la peinture mais surtout par sa ville, il est qualifié de « chantre de la baie de Douarnenez » dans un article de l'Ouest Eclair de 1937, il peint jusqu'à la fin de sa vie. Il meurt en août 1980 à l'âge de 95 ans et repose au cimetière de Ploaré.

## Œuvres
Gaston Pottier vit modestement de sa peinture et travaille beaucoup sur commande. Nombreux sont les Douarnenistes à avoir reçu un tableau de Gaston Pottier comme cadeau de mariage. Les marins sont aussi très nombreux à lui demander d'immortaliser leurs dundees. Ainsi, Gaston Pottier participe au souvenir d'une période aujourd'hui révolue de Douarnenez.